# Soie (zoologie)
Cet article concerne les poils durs et épais. Pour la fibre textile d'origine animale, voir Soie.

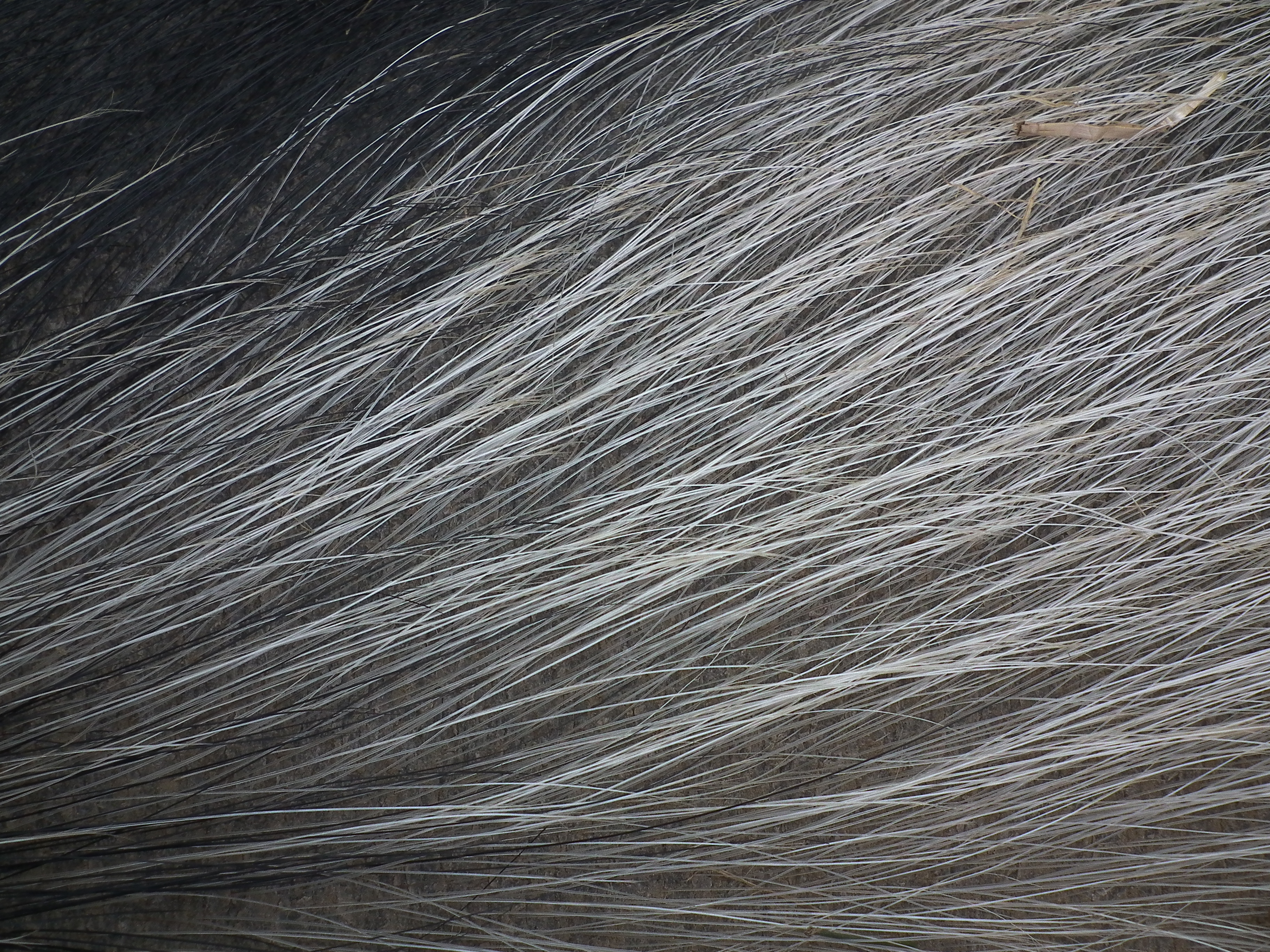
Soies de porc.

Les soies sont des poils durs et épais présents sur certains types d'animaux. 

## Types de soies

### Trichomes

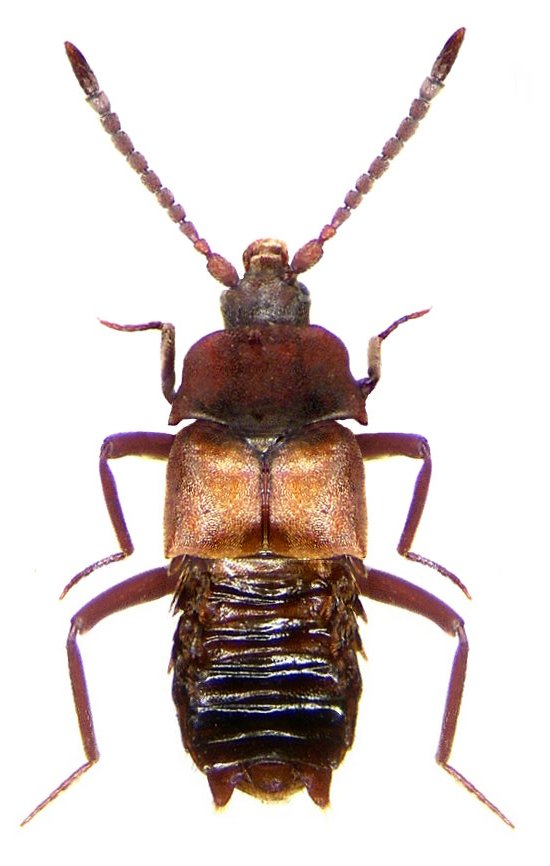
Trichomes chez le staphylin Lomechusa pubicollis (poils jaunâtres sur l'abdomen).

Chez certains coléoptères myrmécophiles (Staphylinidae, Histeridae), il existe des touffes ou des rangées de longues soies serrées, les trichomes, associées à des glandes pygidiales secrétrices. Ces trichomes servent à retenir des hormones apaisantes qui permettent au myrmécophile d'être « adopté » par les fourmis, transporté dans le nid et nourri par la fourmilière.

### Trichobothries
Les trichobothries sont des soies sensorielles trouvées chez la plupart des arachnides et divers ordres d'insectes.

## Utilisation en taxonomie
Les soies (alm. borsten, angl. macrochaetae ), d'une certaine disposition héréditaire sur les diverses parties du corps, ont une valeur relative en taxonomie des insectes. Cette disposition peut souffrir des variations individuelles, qui sont déterminées par les facteurs post-embryonnaires, écologiques, etc.

## Utilisation par l'homme

### Peinture
Les soies de porc sont le nom donné aux poils prélevés sur cet animal afin de confectionner des pinceaux pour artiste. 
Ce poil très ferme se distingue des poils fins par sa structure : son extrémité est en effet à 'fleur multiple' (et non unique comme les poils fins) ce qui assure une bonne prise de la peinture épaisse, d'où sa popularité dans les techniques de la peinture à l'huile et de la peinture acrylique. 
Pour les pinceaux, la dénomination 'soie' correspond au diamètre du matériau qui démarre à 0,20 mm, contrairement au 'poil' qui mesure de 0,15 à 0,20 mm de diamètre.

### Musique
Pour les clavecins, les soies de sanglier sont utilisées comme ressorts pour les sautereaux